# حق الحجز البحري
حق الحجز البحري في القانون البحري (بالإنجليزية: maritime lien) طبقا للقانون البحري المعروف بالإنجليزية 
Admiralty law يختص في المنازعات والمشكلات التي تحدث في البحر. وهذا القانون يشمل القانون المدني بالإضافة إلى القانون الدولي ويفصل في حقوق العاملين على السفن في البحر. وهو يختص بالتجارة البحرية ، والملاحة ، وتشغيل السفن ،والبحارة ، ونقل المسافرين والبضائع في البحر. وتقوم محاكم في البلاد للفصل في المنازعات التي تنشأ في البحر.
ويفصل قانون الايرالية في المنازعات الناشئة في البحر مثل الخدمة على السفن، أو الحوادث والإصابات التي تحدث عليها. وطبقا للقانون المدني فإنه يحق للدائن الحجز على ممتلكات للمدين إلى أن يقوم بسداد الدين الذي عليه.
أي أنه من حق البحارة الحجز على السفينة التي يعملون عليها، أو على حمولتها، إلى أن تقوم الشركة صاحبة السفينة أو صاحب السفينة بدفع أجورهم.
وطبقا لحق الحجز البحري تعامل السفينة كالمذنب، كما لو كانت هي مسؤولة عن الإصابة أو الفقد، ويتحتم عليها ايفاء التزاماتها. أي أنه لو تغير صاحب السفينة فإن الحجز يكون واقعا على السفينة نفسها حتى حصول البحارة مثلا على حقوقهم .

## من خصائص الحجز البحري
يتعلق الحجز البحري بالضمانات الآتية:
- رواتب القبطان والبحارة
- تكاليف عمليات الإنقاذ
- التزامات عامة
- التزامات ناشئة عن عدم الإيفاء بطبيعة العمل
- تسديد أقساط شراء السفية
- تكاليف أمداد بالوقود أو التصليح أو مصاريف المرشدين
- مصروفات بسبب الحوادث
- تعويضات ضياع الحمولة أو جزء منها
- ثمن الحمولة الذي لم يسدد بعد
- تعويضات عن الضرر بالبيئة

## اقرأ أيضاً
- قانون الأميرالية
- حق الحجز
- قرض بضمان إضافي
- ايجار باطني
- ضمان إضافي
- مؤجل
- مستحقات مؤجلة
- دفع مسبق
- ضمان إضافي
- صاحب بوليصة تأمين
- تخصيص الأموال
- التزام قانوني
- التزام حالي
- عملة
- عملة قانونية
- عملة متداولة
- مصروفات جارية
- في الإيداع
- نقص